# Vercingétorix (Alix)
Vercingétorix est le dix-huitième album de la série Alix, écrite et dessinée par Jacques Martin. Il a été publié en 1985 aux Éditions Casterman.

## Synopsis
Invités par un riche sénateur dans sa maison de campagne, Alix et Enak sont présentés à Pompée. Celui-ci confie à Alix une mission : ramener auprès des siens le chef gaulois vaincu Vercingétorix, libéré discrètement de la Mamertine, l'empêchant ainsi de paraitre au triomphe du vainqueur. Malgré son amitié pour César, Alix accepte, par humanité.
Arrivé en Gaule, Alix et ses compagnons se procurent des chevaux en trompant des cavaliers romains. Arrivé dans une agglomération, Alix est reconnu par son ami Galva, mais fuit. Galva avertit César, qui lui ordonne de lui ramener ces hommes. Il les rattrape, mais Alix lui remet un ordre du sénat. Revenu auprès de César qui a appris la disparition de Vercingétorix, Galva est chargé de le ramener vivant.
En arrivant à son oppidum natal, Vercingétorix est accueilli par sa femme Ollovia, qui lui présente son fils Edorix. Servorax, un homme que la tribu a imposé à Ollovia comme mari, arrive et réunit le conseil tribal, qui laisse partir Vercingétorix avec sa famille, malgré leur hostilité à l'homme ayant conduit les Gaulois à la défaite. Poursuivi par des cavaliers romains aidés par Servorax, qui veut récupérer sa femme, le groupe des fuyards est aidé par une meute de loups, conduits par un animal ayant déjà secouru Alix (Les Légions perdues).
Alors que le groupe progresse dans le lit d'un torrent pour ne pas laisser de traces, la femme et l'enfant tombent de cheval. Alix et Enak les sauvent de la noyade. Se séchant dans une grotte, ils sont surpris par les hommes guidés par le mari bafoué. Ils sont sauvés par une tribu perdue, qui les ramène dans le gouffre où ils vivent à l'écart. Servorax, trouvé à bout de forces dans la neige, est amené au camp de César. Après un débat lors duquel est rappelé l'épisode du siège d'Alésia, le groupe d'Alix doit partir.
Soutenus par les loups, Alix et ses amis arrivent à une maison isolée. La vieille femme qui y vit avec une fillette refuse de les aider, et de rage met accidentellement le feu à la hutte, alertant ainsi les poursuivants. Le groupe tombe ensuite sur Vanik, cousin d'Alix et nommé gouverneur de la province où ils se trouvent, dont le chariot est embourbé. Ils l'aident à se dégager et se rendent dans une ville voisine. Après le départ d'Alix, Vanik reçoit Galva et lui avoue l'avoir hébergé de bonne foi.
Arrivés dans les ruines d'Alésia, Vercingétorix et les autres sont assiégés par l'armée de César. Après des pourparlers avec Galva, Alix annonce au chef gaulois que le prix de sa liberté sera son fils (Servorax ayant dû s'engager dans la légion romaine, il ne pourra empêcher sa femme de partir avec son premier mari). Vercingétorix refuse le marché et prépare du poison pour sa femme et son fils pour le cas où il ne reviendrait pas. Revêtu de son casque et brandissant son glaive, il se précipite vers la tente de César, avec l'intention de le tuer. Il est transpercé par un pilum à l'entrée de la tente. N'ayant pas eu le courage de se tuer et son enfant avec elle, Ollovia obtient finalement de César sa grâce : ils sont confiés à Servorax, promu officier, tandis que Vercingétorix est incinéré.

## Personnages
- Alix Graccus
- Enak
- Pompée
- Vercingétorix
- Galva 
  - tribun militaire de l'armée de César, ami d'Alix
- Jules César
- Ollovia
  - femme de Vercingétorix
- Edorix 
  - fils de Vercingétorix
- Serovax 
  - nouveau mari d'Ollovia
- Vanik 
  - cousin d'Alix

## Accueil critique
Selon un article du 24 heures, cet album comporte « quelques faiblesses de scénario », mais est « une image extraordinairement composée, minutieusement fidèle à la vérité historique, magistrale ». Selon un article du Matin, Jacques Martin a modifié plusieurs éléments par rapport aux albums précédents, notamment les uniformes romains et l'apparence de Vercingétorix, afin d'être plus proche de la réalité historique. Martin « profite des trous [...] pour faire œuvre de romancier », mais respecte les faits connus.